# Peștera Ciurul Ponor
Peștera Ciurul Ponor (monument al naturii) este o arie protejată de interes național ce corespunde categoriei a III-a IUCN (rezervație naturală de tip speologic), situată în județul Bihor, pe teritoriul administrativ al comunei Roșia. 

## Localizare
Intrarea se află pe platoul Runcuri, în satul Roșia.

## Descriere
Peștera Ciurul Ponor (sau Ciur Ponor), este o cavitate de mari dimensiuni din Munții Pădurea Craiului.
Accesul în peșteră este și punctul de intrare a pîrîului Ciurului în subteran.
Acesta, după un parcurs scurt față de lungimea peșterii, se varsă printr-o cascadă în cursul de apă al galeriei principale. Direcția peșterii urmărește axul longitudinal arcuit al platoului sub care se află. Din ambele părți ale galeriei principale se deschid galerii secundare ce aduc afluenți proveniți din dolinele și peșterile de pe platou. După aprox. 2/3 din lungimea totală se ajunge la primul sifon , după care galeria principală continuă, cu mai multe sifoane și afluenți, joncționînd cu Peștera de la Izbucul Topliței de Roșia.
Astfel se ajunge la un sistem carstic cu o denivelare de aprox. 200 m și o lungimea a galeriilor de peste 13 km, morfologia variind în funcție de caracteristicile calcarului străbătut.